# Distretto di Mbogwe
Il distretto di  Mbogwe è un distretto della Tanzania situato nella regione di Geita. È suddiviso in 17 circoscrizioni (wards) e e conta una popolazione di 362 855 abitanti (censimento 2022).

## Suddivisione amministrativa
Il distretto è diviso nelle seguenti circoscrizioni (wards), tra parentesi gli abitanti (censimento 2022):
1. Bukandwe (16 786)
2. Bunigonzi (8 146)
3. Ikobe (16 026)
4. Ikunguigazi (1 607)
5. Ilolangulu (16 584)
6. Iponya (19 651)
7. Isebya (16 721)
8. Lugunga (26 801)
9. Lulembela (39 899)
10. Masumbwe (3 566)
11. Mbogwe (14 952)
12. Nanda (13 698)
13. Ngemo (17 143)
14. Ng'homolwa (11 371)
15. Nyakafulu (6 606)
16. Nyasato (16 778)
17. Ushirika (10 509)